# Gymnocalycium erinaceum
Гимнокалициум эринацеум (лат. Gymnocalycium erinaceum Lambert, 1985) — кактус (Cactaceae) из рода Гимнокалициум (Gymnocalycium).

## Этимология
Название вида происходит от лат. erinaceum — ежевидно-колючий.

## Биологическое описание
- Растения одиночные, от приплюснуто-шаровидных до шаровидных, серо-зелёные до коричнево-зелёных, сизоватые, до 5 см высотой и 5,5 см в диаметре.
- Рёбер 12.
- Колючки тёмно-коричневые, с возрастом серовато-белые, с тёмными кончиками и основаниями.
- Центральных колючек 1—2, до 10 мм длиной.
- Радиальных колючек 7—9, прямые, одна обращена вниз, другие попарно — в стороны, 6—8 мм длиной.
- Цветки воронковидные, белые, до 5,5 см длиной и 4,8 см в диаметре.
- Плоды веретенообразные, синеватые, до 1,6 см длиной и 1,3 см в диаметре.

## Ареал
Родиной этого вида является провинция Кордова, Аргентина.